# Adults (Fernsehserie)
Adults ist eine US-amerikanische Comedyserie, die von Ben Kronengold und Rebecca Shaw erdacht wurde. Die Premiere der Serie fand am 28. Mai 2025 auf dem US-Kabelsender FX statt. Im deutschsprachigen Raum erfolgte die Erstveröffentlichung der Serie am 2. Juli 2025 durch Disney+ via Star als Original.

## Handlung
Die Serie handelt von einer Gruppe von Freunden in ihren Mittzwanzigern in New York, bestehend aus Samir, Billie, Paul, Issa und Anton. Sie versuchen, verantwortungsvolle Erwachsene zu sein – obwohl sie in Wirklichkeit alles andere als verantwortungsvoll oder erwachsen sind. Mehr schlecht als recht wohnen sie in dem Haus, in dem Samir aufgewachsen ist. Gemeinsam essen sie, sprechen über ihre Sorgen und Nöte und teilen sich manchmal sogar ihre Zahnbürsten.
Die Serie zeigt auf humorvolle und leicht überspitzte Weise die Höhen, Tiefen und Demütigungen, die mit dem Einstieg ins Erwachsenenleben verbunden sind. Ob sie im Job vorankommen, sich mit dem Gesundheitssystem herumschlagen, Dinnerpartys organisieren oder in Zeiten von „Find My Friends“ daten – ihnen wird schnell bewusst, wie kompliziert das Erwachsenenleben sein kann. Ihre guten Absichten führen dabei oft nur zu noch mehr Tohuwabohu.
Mitten im Chaos der Selbstfindung entwickeln die Freunde immer wieder neue, manchmal fragwürdige Ideen und Theorien darüber, was es bedeutet, erwachsen zu sein. Trotz aller Herausforderungen gelingt es ihnen jedoch immer, füreinander da zu sein und sich gegenseitig zu unterstützen.

## Besetzung und Synchronisation
Die deutschsprachige Synchronisation entstand nach den Dialogbüchern von Marc Rosenberg sowie unter der Dialogregie von Marc Rosenberg und Felix Mayer durch die Synchronfirma Iyuno Germany in München.

### Hauptdarsteller
| Rolle            | Schauspieler  | Synchronsprecher    |
| ---------------- | ------------- | ------------------- |
| Samir Rahman     | Malik Elassal | Malte Wetzel        |
| Billie Schaeffer | Lucy Freyer   | Katharina Friedl    |
| Paul Baker       | Jack Innanen  | Felix Mayer         |
| Issa             | Amita Rao     | Leslie-Vanessa Lill |
| Anton Evans      | Owen Thiele   | Benjamin Mereis     |

### Nebendarsteller
| Rolle  | Schauspieler | Synchronsprecher     |
| ------ | ------------ | -------------------- |
| Andrew | Charlie Cox  | Pascal Breuer        |
| Carly  | Rachel Marsh | Lucia Patricia Bayer |

### Gastdarsteller
| Rolle                       | Schauspieler          | Synchronsprecher       |
| --------------------------- | --------------------- | ---------------------- |
| Aaron                       | Sharjil Rasool        | Max Schira             |
| Annabelle                   | Lilah Guaragna        | Melanie Olbert         |
| Brian                       | John Reynolds         | Julian Bayer           |
| Daryn                       | Rocco Lorito          | Tobias Eichhorn        |
| Ethan                       | Ray Nicholson         | Ricardo Richter        |
| Eugene                      | Henry Gomez           | Armin Hägele           |
| Hannah                      | Jaelynn Thora Brooks  | Helene Schmitt         |
| Hilary                      | Tala Ashe             | Angela Wiederhut       |
| Jared                       | Will Coombs           | Jonathan Joèl Albrecht |
| Katie                       | Christie Stewart      | Kerstin Julia Dietrich |
| Kelsey                      | Meghan Phu            | Patricia Strasburger   |
| Kurt                        | Anthony Parise        | Philipp Rafferty       |
| Kyle Haberman               | Will Ropp             | Azim Isljami           |
| Lea                         | Gabi Samels           | Marcia von Rebay       |
| Madison                     | Rachel Lynch          | Elliz Adam             |
| Randy                       | Sergio Di Zio         | Hans-Georg Panczak     |
| Taryn                       | Grace Kuhlenschmidt   | Marget Flach           |
| Trish                       | Jennifer McEwen       | Eva-Maria Reichert     |
| Troy                        | Chris Sandiford       | René Oltmanns          |
| Zack-Carlos                 | Julian Manjerico      | Oliver Scheffel        |
| Krankenschwester von Billie | Monica Rodriguez Knox | Susann Isabell Fiss    |

## Episodenliste
| Nr. | Deutscher Titel                | Originaltitel           | Erstausstrahlung (FX) | Deutschsprachige Erstveröffentlichung (Disney+) | Regie            | Drehbuch                         |
| --- | ------------------------------ | ----------------------- | --------------------- | ----------------------------------------------- | ---------------- | -------------------------------- |
| 1   | Pilot                          | Pilot                   | 28. Mai 2025          | 2. Juli 2025                                    | Jonathan Krisel  | Ben Kronengold & Rebecca Shaw    |
| 2   | Spießbraten                    | Spit Roast              | 28. Mai 2025          | 2. Juli 2025                                    | Anu Valia        | Ben Kronengold & Rebecca Shaw    |
| 3   | Haben Sie diesen Mann gesehen? | Have You Seen This Man? | 4. Juni 2025 A        | 2. Juli 2025                                    | Anu Valia        | Ben Kronengold & Rebecca Shaw    |
| 4   | Hausregeln                     | House Rules             | 4. Juni 2025 A        | 2. Juli 2025                                    | Anu Valia        | Sarah Naftalis                   |
| 5   | Große Fragen                   | Theracide               | 11. Juni 2025 A       | 2. Juli 2025                                    | Jason Woliner    | Curtis Cook & Allie Levitan      |
| 6   | Brathähnchen                   | Roast Chicken           | 11. Juni 2025 A       | 2. Juli 2025                                    | Jason Woliner    | Sanaz Toossi                     |
| 7   | Annabelle                      | Annabelle               | 18. Juni 2025 A       | 2. Juli 2025                                    | Stefani Robinson | Stefani Robinson & Shaun Menchel |
| 8   | Die Post                       | The Mail                | 18. Juni 2025 A       | 2. Juli 2025                                    | Nick Kroll       | Ben Kronengold & Rebecca Shaw    |